# Lorene Drive
Lorene Drive — американская группа из города Викторвилль, штат Калифорния. Основана в 2002. Принимали участие в 2005—2007 Vans Warped Tour, в 2006 The Bamboozle (East & West) туре, и в 2005 туре Taste of Chaos. Также их песни фигурируют как саундтрек к игре Amped 3 для XBox 360.
В 2006 году Lorene Drive вместе с Halifax принимали участие в музыкальном соревновании Dew Circuit Breakout на MTV. Даниэль Мурильо перебрался в Лос-Анджелес и является вокалистом группы Hollywood Undead.

## Дискография

### Альбомы
| Дата             | Название                    | Лейбл             |
| ---------------- | --------------------------- | ----------------- |
| 22 февраля, 2005 | Savan In Super Pursuit Mode | Top Notch/Harvest |
| 2 августа, 2005  | Romantic Wealth             | Lobster           |
| 1 января, 2008   | Out Alive                   | Lobster           |